# Микроаэрофильный организм

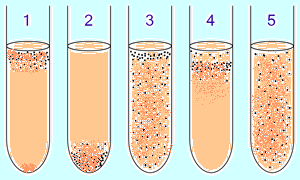
Аэробные и анаэробные бактерии предварительно идентифицируются в жидкой питательной среде по градиенту концентрации O_{2}:
1. Облигатные аэробные бактерии в основном собираются в верхней части пробирки, чтобы поглощать максимальное количество кислорода. (Исключение: микобактерии — рост плёнкой на поверхности из-за восколипидной мембраны.)
2. Облигатные анаэробные бактерии собираются в нижней части, чтобы избежать кислорода (либо не дают роста).
3. Факультативные бактерии собираются в основном в верхней части пробирки (так как окислительное фосфорилирование является более выгодным, чем гликолиз), однако они могут быть найдены на всем протяжении среды, так как от O_{2} не зависят.
4. Микроаэрофилы собираются в верхней части пробирки, но их оптимум — малая концентрация кислорода.
5. Аэротолерантные анаэробы не реагируют на концентрацию кислорода и равномерно распределяются по пробирке.

Микроаэрофильный организм — анаэробный микроорганизм, требующий, в отличие от строгих анаэробов, для своего роста присутствия кислорода в атмосфере или питательной среде, но в пониженных концентрациях по сравнению с содержанием кислорода в обычном воздухе или в нормальных тканях организма хозяина (в отличие от аэробов, для роста которых необходимо нормальное содержание кислорода в атмосфере или питательной среде). Многие микроаэрофилы также являются капнофилами, то есть им требуется повышенная концентрация углекислого газа. В лаборатории такие организмы легко культивируются в «свечной банке». «Свечная банка» это ёмкость, в которую перед запечатыванием воздухонепроницаемой крышкой вносят горящую свечу. Пламя свечи будет гореть до тех пор, пока не потухнет от недостатка кислорода, в результате чего в банке образуется атмосфера, насыщенная диоксидом углерода, с пониженным содержанием кислорода.
Многие, но не все, микроаэрофильные бактерии плохо переносят нормальные или повышенные концентрации кислорода в атмосфере, а также проявляют чувствительность к антибактериальным препаратам, действие которых имитирует действие атомарного кислорода (повышение образования свободных радикалов), а именно к нитроимидазолам, в частности метронидазолу, тинидазолу.

## Примеры
- Borrelia burgdorferi, вид спирохеты, вызывающей у человека Болезнь Лайма.
- Helicobacter pylori, вид протеобактерий связанных с язвой желудка и некоторыми типами гастритов. Некоторые из них не считаются истинными микроаэрофилами.[1]
- Campylobacter - род микроаэрофильных бактерий.[2]
- Streptococcus intermedius также был описан как микроаэрофил.
- Streptococcus pyogenes, широко известный микроаэрофил, вызывающий стрептококковый фарингит.